# Straße des 17. Juni
Die Straße des 17. Juni (umgangssprachlich: [der] 17. Juni, bis 1953 Charlottenburger Chaussee, 1935–1945 offiziell Ost-West-Achse) ist Teil der großen Berliner Ost-West-Achse von der Frankfurter Allee zum Theodor-Heuss-Platz und Teil der Bundesstraßen B 2 und B 5. Die Straße befindet sich in den Ortsteilen Tiergarten (Bezirk Mitte) und Charlottenburg (Bezirk Charlottenburg-Wilmersdorf). Ihr Name erinnert an den Volksaufstand in der DDR im Jahr 1953.

## Verlauf
Die Straße beginnt im Ortsteil Tiergarten vor dem Brandenburger Tor an der Grenze zum Ortsteil Mitte am Platz des 18. März als Verlängerung des Boulevards Unter den Linden. Sie verläuft durch den Großen Tiergarten und wird dort durch den Großen Stern unterbrochen. Mit der Charlottenburger Brücke überquert sie den Landwehrkanal und erreicht den Ortsteil Charlottenburg. Dort wird sie vom Charlottenburger Tor flankiert, das hinsichtlich der Begrenzung des Tiergartens ein Gegenstück zum Brandenburger Tor darstellt. Westlich führt sie am Bundesamt für Bauwesen und Raumordnung vorbei, durchschneidet den Hauptcampus der Technischen Universität und endet am Ernst-Reuter-Platz.

## Geschichte
Der Straßenzug entstand 1697 auf Veranlassung von Kurfürst Friedrich III. und diente als Verbindung seines Stadtschlosses mit dem von ihm errichteten Schloss Lietzenburg. Als Sophie Charlotte von Hannover – die Gemahlin des mittlerweile König Friedrich I. in Preußen gewordenen Herrschers – im Jahr 1705 gestorben war, wurde aus der Lietzenburg das Schloss Charlottenburg und die dorthin führende Straße bekam entsprechend den Namen Charlottenburger Chaussee (bis zur Grenze von Charlottenburg; der restliche Abschnitt hieß, die Charlottenburger Sicht wiedergebend, Berliner Straße). Mitte des 18. Jahrhunderts wurde die gesamte Strecke vom Brandenburger Tor zum Schloss Charlottenburg als breite Allee ausgebaut.

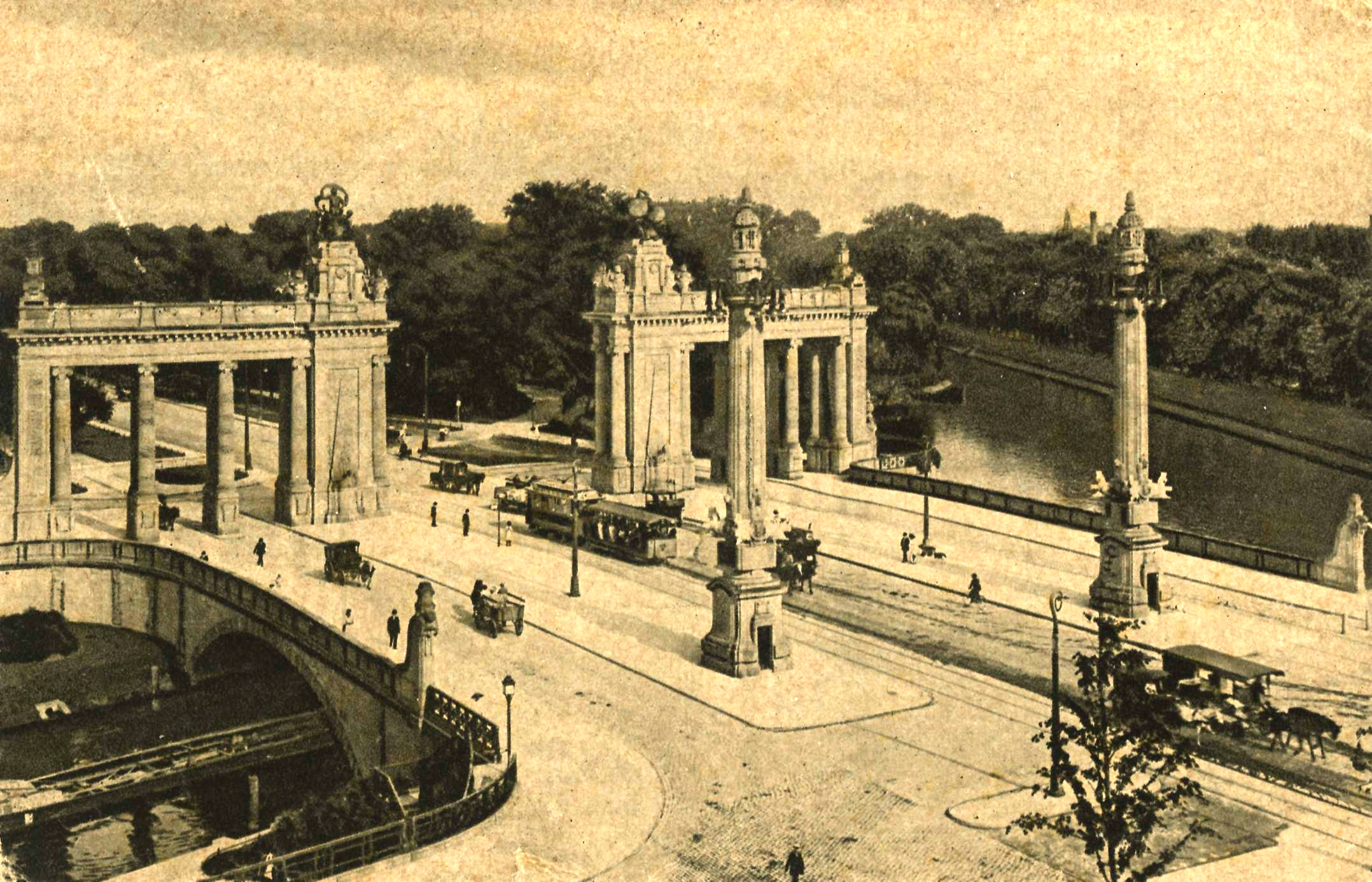
Charlottenburger Tor und Brücke, 1908

Hier verkehrten ab 1820 Simon Kremsers erste Berliner Pferdeomnibusse, ab 1865 die erste Berliner Pferdestraßenbahn und von 1897 bis 1902 elektrische Straßenbahnen mit Akkubetrieb.

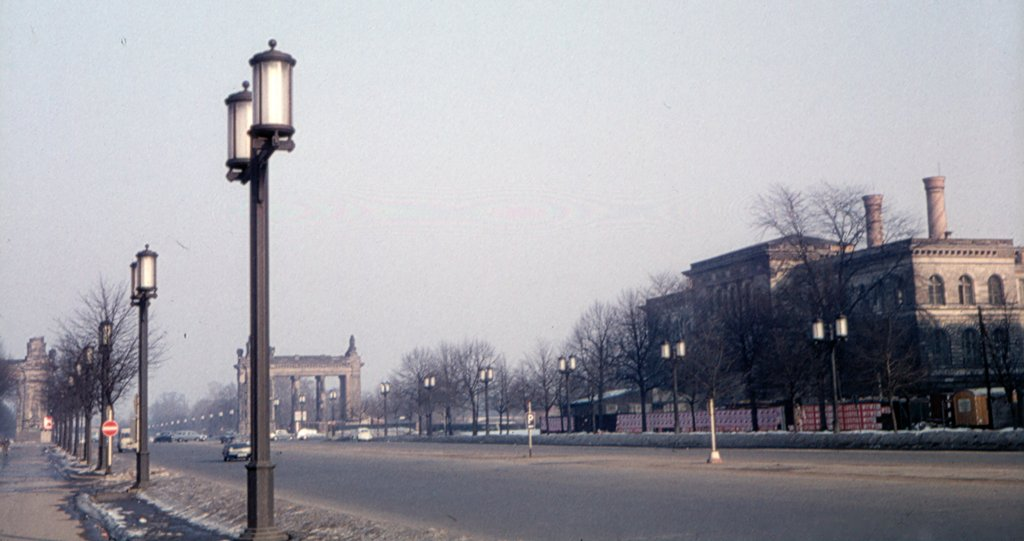
1965: Blick Richtung West mit OWA-Kandelaber und dem Charlottenburger Tor. Rechts das TU-Chemiegebäude

Die Straße des 17. Juni wurde erst in der Zeit des Nationalsozialismus im Zuge des Konzeptes für den von Adolf Hitler und Albert Speer geplanten Umbau Berlins zur „Welthauptstadt Germania“ auf die heutige Breite von bis zu 45 m (85 m unmittelbar im Bereich des Großen Stern) erweitert, auch für große Aufmärsche wie die viereinhalb Stunden dauernde Militärparade zu Hitlers 50. Geburtstag am 20. April 1939. Den Ausbauplanungen der Nationalsozialisten musste damit 1934 auch die älteste Strecke der Straßenbahn weichen, die seit 1865 vom Kupfergraben durch den Tiergarten nach Charlottenburg führte. Die so entstandene repräsentative Paradestraße erhielt 1935 den offiziellen Namen Ost-West-Achse. Das Charlottenburger Tor wurde 1937/1938 auseinandergerückt. Außerdem wurde die ursprünglich den Königsplatz – den heutigen Platz der Republik vor dem Reichstagsgebäude – schmückende Siegessäule 1938 in den Großen Stern integriert. Sie bildet als Landmarke seitdem das weithin sichtbare Zentrum der Straße des 17. Juni.

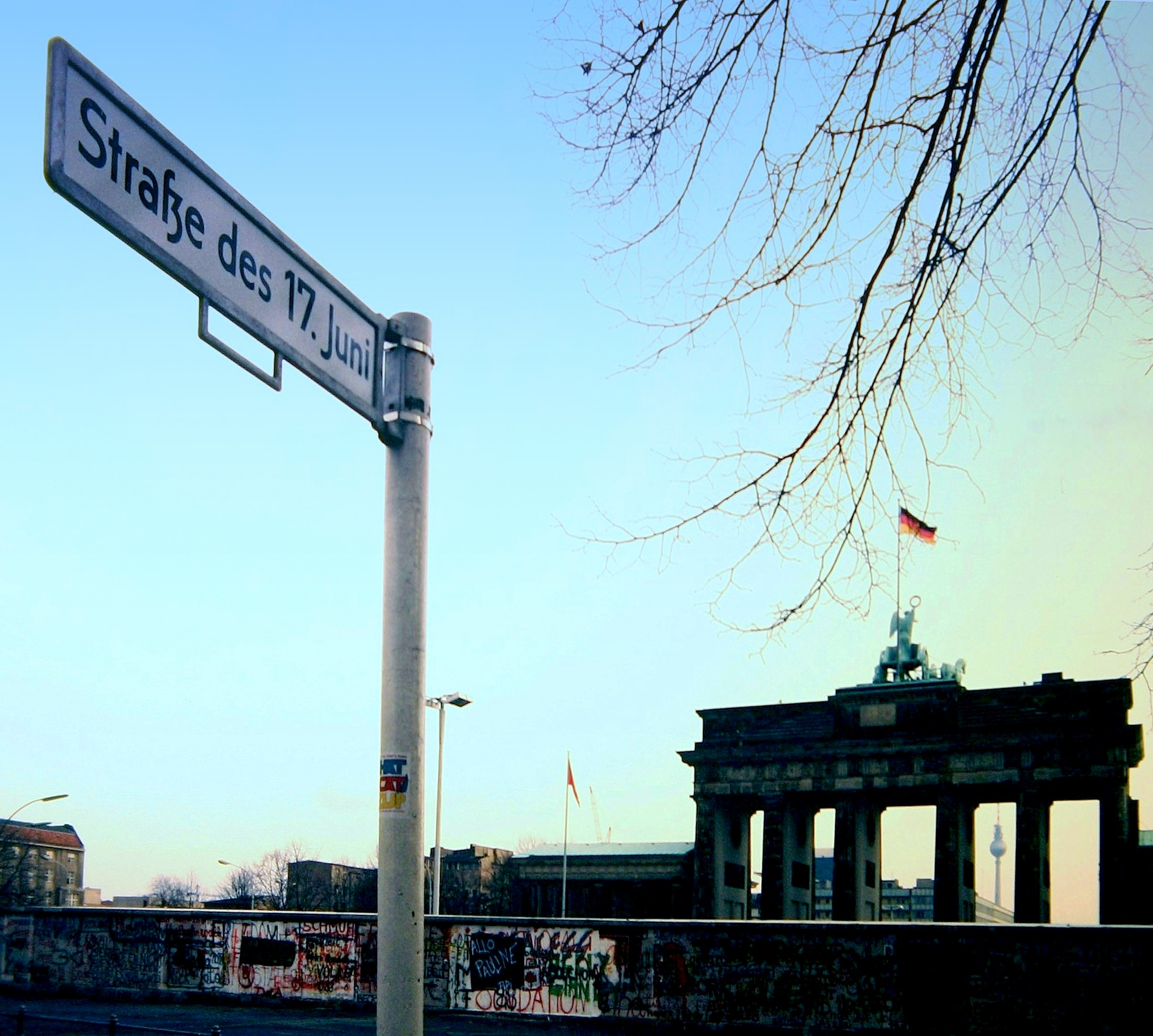
1988: Straße des 17. Juni mit der Berliner Mauer vor dem Brandenburger Tor

Im Sommer 1945 wurde in der Nähe des Brandenburger Tors von der Roten Armee quer über der vormaligen Siegesallee das Sowjetische Ehrenmal errichtet.
Ihre heutige Bezeichnung trägt die Straße seit dem Beschluss des Berliner Senats vom 22. Juni 1953 in Erinnerung an den Volksaufstand in der DDR am 17. Juni 1953 – dessen Datum bis 1990 Nationalfeiertag in der Bundesrepublik Deutschland war. Am 3. November 1953 wurde der Name auf das kurze Charlottenburger Teilstück vom S-Bahnhof Tiergarten bis zum Ernst-Reuter-Platz ausgedehnt.
Als weiteres Mahnmal für die deutsche Einheit wurde westlich der damaligen Kreuzung der Straße des 17. Juni mit der Entlastungsstraße (heute: Yitzhak-Rabin-Straße) in der Nähe des Sowjetischen Ehrenmals unmittelbar nach dem Bau der Berliner Mauer 1961 ein drei Meter langes Mauerdenkmal durch das Kuratorium unteilbares Deutschland aufgestellt. Es trägt die Inschriften „Den Opfern der roten Diktatur“ und „Eure Freiheit ist unser Auftrag“. Das Denkmal wurde 2019 abgetragen.
Seit dem 19. Mai 1989 schmückt zudem die Bronzeskulptur Der Rufer, ein Replikat des Künstlers Gerhard Marcks, in unmittelbarer Nähe des Brandenburger Tors den Mittelstreifen der Straße des 17. Juni. Mit ihrer Ausrichtung auf den ehemaligen Ostteil der Stadt und dem auf dem Sockel angebrachten Spruch „Ich gehe durch die Welt und rufe Friede Friede Friede“, der ihren allegorischen Charakter der Meinungsfreiheit unterstreichen soll, hat die Statue einen stark politischen Bezug.

## Ausbauzustand

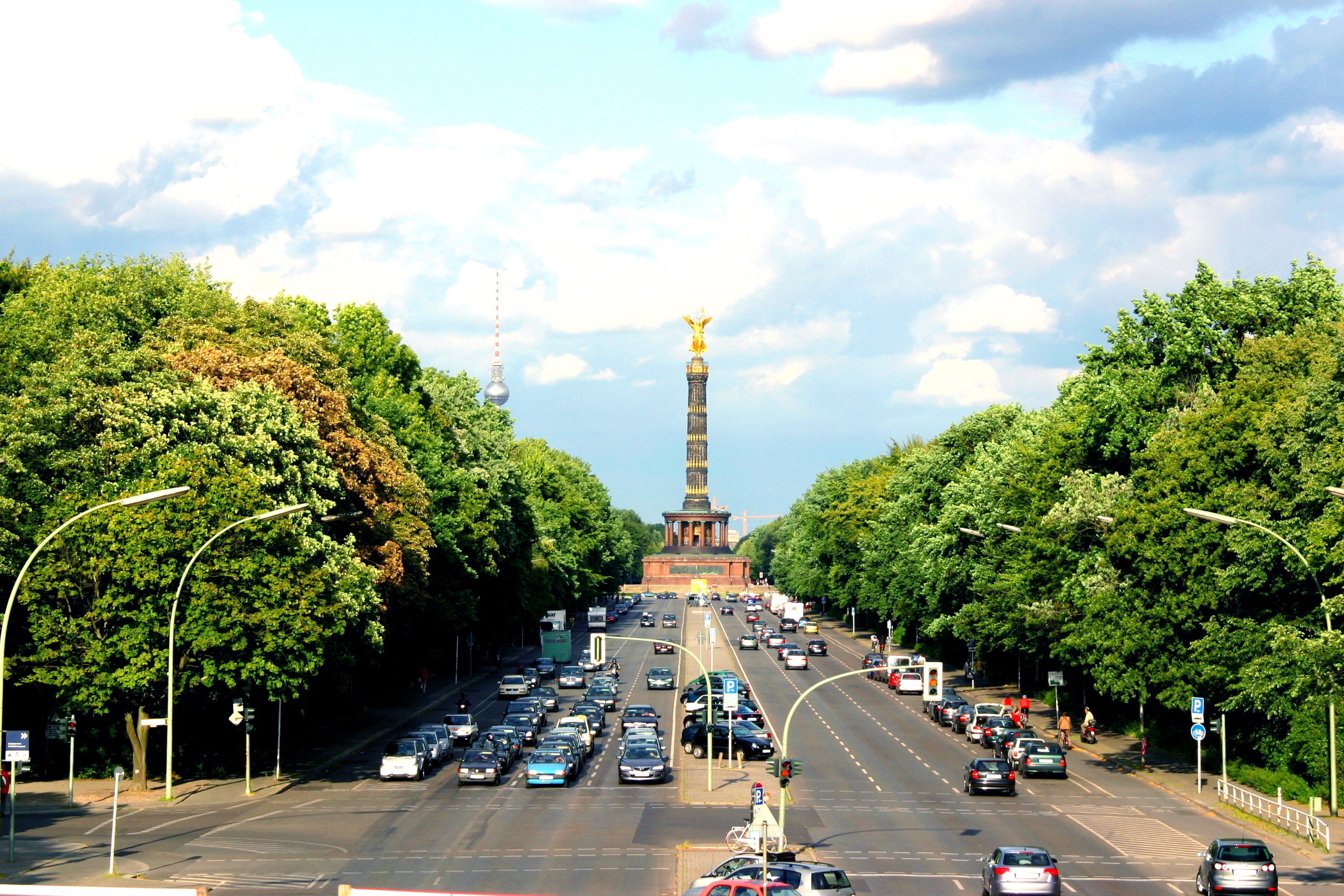
Blick vom S-Bahnhof Tiergarten auf den Abschnitt der Straße des 17. Juni zwischen Klopstockstraße und Großem Stern mit der Siegessäule im Hintergrund, 2008

Die Straße des 17. Juni ist durchweg für beide Fahrtrichtungen jeweils dreistreifig, teilweise vierstreifig ausgebaut. Die Richtungsfahrbahnen sind baulich durch einen Mittelstreifen getrennt. Am Großen Stern verbreitert sich die Fahrbahn auf bis zu sechs Fahrstreifen sowie einen breiten Seitenstreifen.
Auffallend ist die Existenz von Parkplätzen auf den Mittelstreifen und am Rand der Fahrbahn, den viele Besucher des Tiergartens als kostenfreie Parkmöglichkeit nutzen können, im Gegensatz zu den Bereichen mit Parkraumbewirtschaftung in den Innenstadtbereichen.
Die heutige – inzwischen unter Denkmalschutz stehende – Gestaltung, vor allem die typischen Straßenlaternen, ist in wesentlichen Zügen durch Albert Speer mitgestaltet worden. Diese setzt sich in westlicher Richtung fort, wo der einheitliche Straßenzug dann Bismarckstraße (bis zum Sophie-Charlotte-Platz) bzw. Kaiserdamm (bis zum Theodor-Heuss-Platz) heißt.
Von der ehemals geplanten Bebauung außerhalb des Tiergartens ist lediglich das heutige Ernst-Reuter-Haus, Sitz des Bundesamtes für Bauwesen und Raumordnung, verwirklicht worden.

## Besondere Ereignisse
Auf der Straße des 17. Juni bzw. ihren Verlängerungen fanden zahlreiche außergewöhnliche Ereignisse statt: So erprobte in den 1920er Jahren der jugendliche Wernher von Braun hier einen selbstgebauten Raketenwagen. 1938 wurde der Abschnitt durch den Tiergarten mit dem Großen Stern und der inzwischen vom Reichstagsgebäude umgesetzten Siegessäule angelegt.
Kurz vor Ende und nach dem Zweiten Weltkrieg wurde die Straße des 17. Juni zeitweise als Flugpiste genutzt, da die Bäume im Tiergarten abgeholzt worden waren. Der Kontrollpunkt befand sich auf der Spitze der Siegessäule. Hanna Reitsch nutzte beispielsweise in der Nacht vom 28. auf den 29. April 1945 die Allee als Startbahn, um das von der Roten Armee eingeschlossene Berlin zu verlassen.
Seit 1963 wurde in unmittelbarer Nähe der Forschungs-Kernreaktor SUR vom Institut für Energietechnik der Technischen Universität Berlin betrieben, dessen Stilllegung geplant ist.

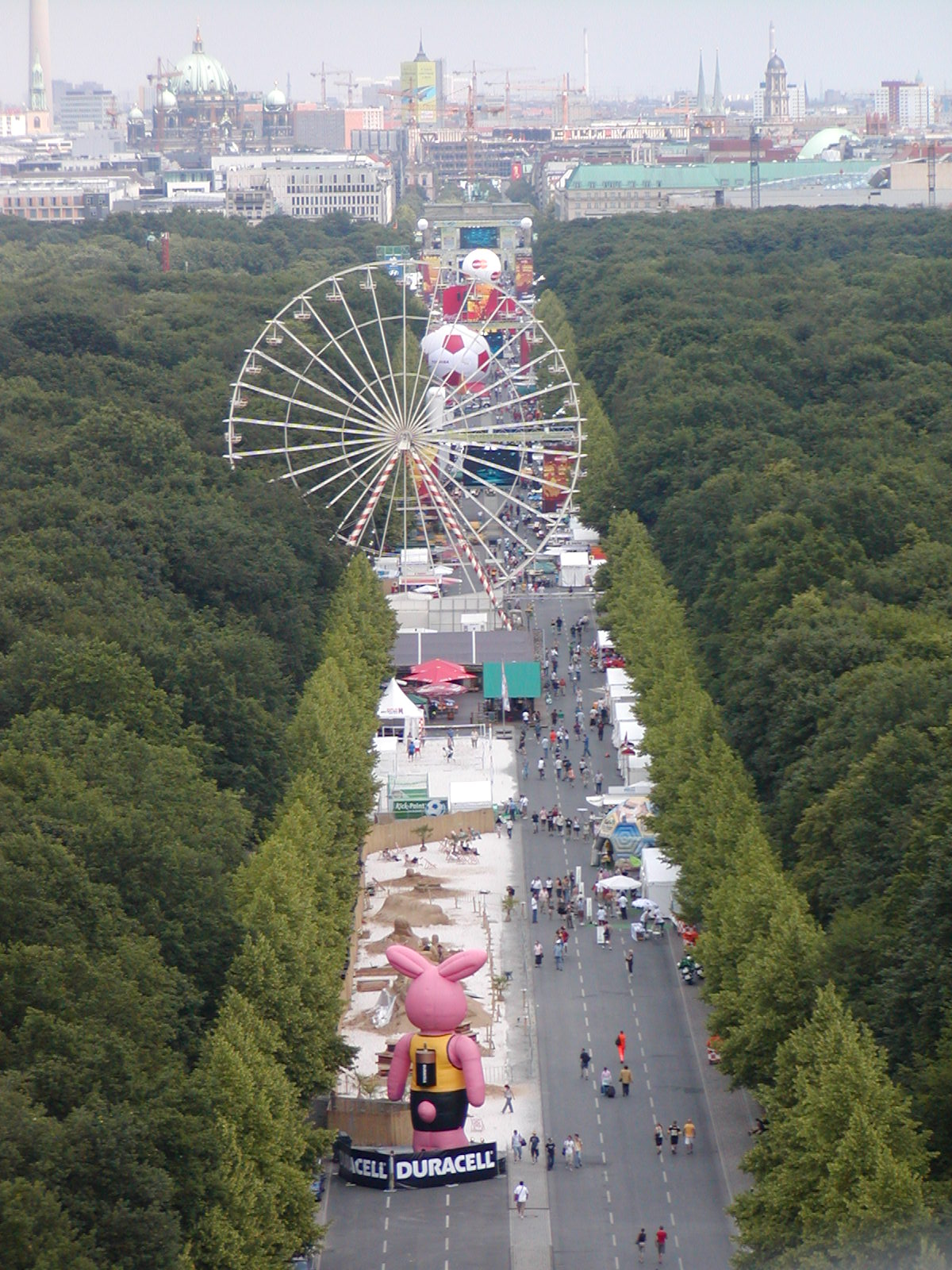
Die Fanmeile zur Fußball-Weltmeisterschaft 2006

Auf der Straße des 17. Juni fanden seit der Nachkriegszeit häufig Großveranstaltungen statt, wie bis 1989 die Truppenparaden der alliierten Westmächte, von 1996 bis 2003 sowie 2006 die Loveparade, die Mini-Loveparade im Juli 2005 oder das Live 8-Konzert am 2. Juli 2005. Seit 2002 findet jedes Jahr auf der Straße des 17. Juni auch die Türkgünü statt, das türkisch-europäische Kulturfest Berlins.
Im Rahmen der Fußball-Weltmeisterschaft im Jahr 2006 wurde die Straße nach heftigen politischen Diskussionen zur offiziellen Fanmeile erklärt, daher sechs Wochen für Autofahrer gesperrt und mit Großbildleinwänden bestückt. Als Ersatz für die pompös geplante und dann abgesagte Eröffnungsfeier im Berliner Olympiastadion – so das Kalkül der Veranstalter – sollte ein Familienfest auf der Fanmeile stattfinden. Entgegen allen Befürchtungen war die Fanmeile ein großer Erfolg bei der Fußball-WM 2006. Ihren krönenden Abschluss fand die Fanmeile am 9. Juli 2006 mit der Feier der deutschen Nationalmannschaft. Die Spieler wurden von angeblich rund einer Million Menschen empfangen und gefeiert. Die Fanfeste sind seitdem bei allen Europa- und Weltmeisterschaften wiederholt worden.
Für die Ausstellung „Schwindel der Wirklichkeit“ in der Akademie der Künste entwickelte der britische Künstler Hamish Fulton im Jahr des 25-jährigen Mauerfalljubiläums eine Wanderung mit dem Titel „Walking East – Walking West“ für die Straße des 17. Juni: Am 21. September 2014 liefen zwei Gruppen von jeweils 400 Personen einander in einer langen Reihe entgegen. Die Teilnehmer bewegten sich langsamen Schrittes aneinander vorbei, jeweils mit einem Abstand von 50 cm: So verschob sich Ost nach West und West nach Ost.

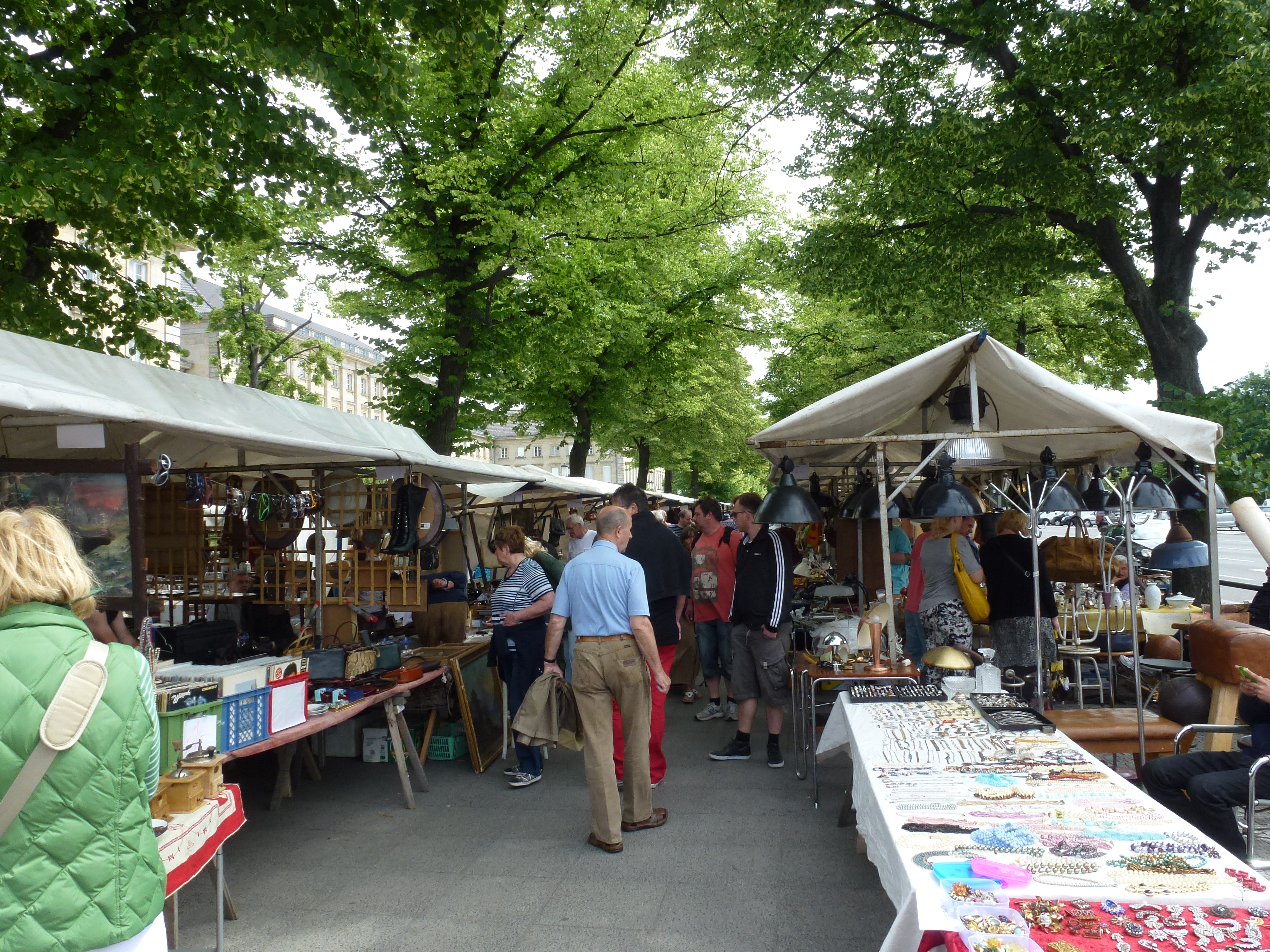
Flohmarkt

Um die inzwischen häufige Nutzung des Abschnitts nahe dem Brandenburger Tor für Freiluftveranstaltungen zu erleichtern, erhielt dieser Bereich 2009/2010 feste Installationen, beispielsweise für Strom.
Jedes Wochenende findet zwischen S-Bahnhof Tiergarten und dem Charlottenburger Tor der Charlottenburger Flohmarkt statt. Der Markt ist in einen Trödelmarkt (östlich des Charlottenburger Tores) und einen Kunsthandwerksmarkt (westlich des Charlottenburger Tores) eingeteilt und zieht eine Vielzahl von Besuchern und Touristen an.